# Родопски цигай
Родопски цигай е българска порода овце с предназначение добив на вълна и месо.

## Разпространение
Породата е разпространена в стопанства в селища, намиращи се в предпланините и планините на южна България. Породата е създадена чрез възпроизводително и поглъщателно кръстосване на местни полу- и планински породи овце с кочове от породата Цигай. Призната е за порода през 1992 г.
Към 2008 г. броят на представителите на породата е бил 84 686 индивида.
Рисков статус – няма риск.

## Описание
Овцете са с компактно тяло. Главата е клинообразна с права профилна линия. при отделни екземпляри се срещат тъмни петна. Мъжките са с добре развити охлювообразни рога. Женските са безроги. Опашката е дълга, зарунена. Краката са зарунени до коленните и скакателните стави.
Руното е затворено, макар и да се срещат екземпляри с отворено. Вълната е полутънка, бяла и с характерен блясък.
Овцете са с тегло 45 – 48 kg, а кочовете 70 – 80 kg. Средният настриг на вълна е 3 – 3,5 kg при овцете и 5 – 6 kg при кочовете. Плодовитостта е в рамките на 105 – 112%. Средната млечност за лактационен период е 80 – 85 l.